# Taylor-Russell-Tafeln
Die Taylor-Russell-Tafeln dienen dazu, die Erfolgsrate eines Instruments in Abhängigkeit von der Validität des Instruments, der Selektionsrate und der Basisrate zu bestimmen. Die Validität bezieht sich dabei auf die Reliabilität, mit der das Instrument zwischen geeigneten und ungeeigneten Personen (z. B. Bewerber) unterscheidet. Die Basis- oder Grundrate meint den Anteil der Personen in der Population, der aufgrund einer Mindestvoraussetzung überhaupt geeignet wäre. Die Selektionsrate oder -quote beschreibt den Anteil der Personen, den man aus der Population mithilfe des Testinstruments auswählen will. Die Erfolgsrate machen Taylor und Russell daran fest, wie groß der Anteil der Personen unter den Ausgewählten ist, der auch tatsächlich geeignet ist. Eine gute Auswahl (Entscheidung) liegt dann vor, wenn dieser Anteil maximal ist. Je nach Grundrate, Selektionsquote und Validität des Verfahrens lassen sich aus dem Tabellenwerk von Taylor und Russell die verschiedenen Erfolgsraten ablesen.
Nach Taylor und Russell stellt sich der Zusammenhang zwischen den genannten Größen wie folgt dar:
- je höher die Grundrate, desto höher die Erfolgsrate
- je niedriger die Selektionsrate, desto höher die Erfolgsrate
- eine niedrige Grundrate in Kombination mit einer hohen Selektionsquote erfordert eine hohe Validität des Verfahrens

Auf der einen Seite können die Tafeln eingesetzt werden, um festzustellen, ob der Einsatz eines Testverfahrens einen nennenswerten Vorteil bringt, das heißt ob die Erfolgsrate dadurch steigt. Auf der anderen Seite lässt sich abschätzen, was eine Veränderung der Validität (zum Beispiel durch Wahl eines anderen Diagnoseinstruments) oder der Basisrate (etwa Erhöhung der Grundrate durch Vorselektion der Bewerber) für die Erfolgsquote bedeutet.